# Mirjam Helfenberger

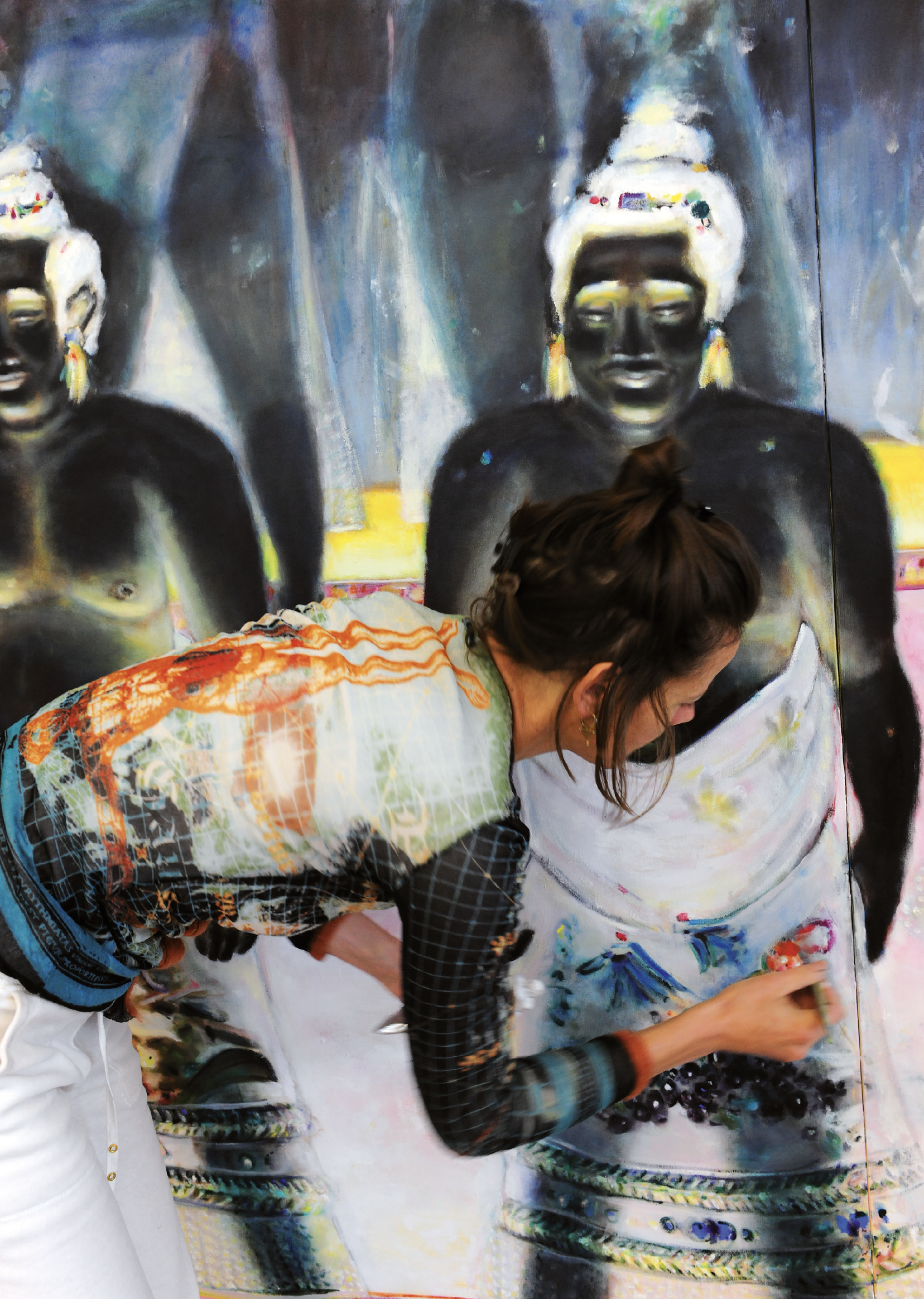
Mirjam Helfenberger

Mirjam Helfenberger (* 11. Juni 1966 in Renens) ist eine Schweizer Malerin und Musikerin.

## Leben
Helfenberger studierte 1983 an der Schule für Gestaltung Bern und anschließend ab 1997 an der Hochschule der Künste Bern. Sie lebt und arbeitet in Guggisberg und im Atelierhaus Thun seit 2009. Helfenberger arbeitete 16 Jahre in der therapeutischen Wohngemeinschaft Soteria in Bern für Jugendliche mit psychotischen Episoden. Sie leitet außerdem Mal-, Musik- und Tischtheatersemester. Seit 2009 leitet sie mit vier weiteren Musikern die experimentelle Tanzgruppe HU-dances in Bern.

## Werk
Helfenbergers Technik umfasst Malerei mit Öl und Mischtechnik auf Leinwand, Papier, Lackplatten, Glas und Holz, sowie Malerei mit Maizena oder Silikonpaste auf Glas, das danach sandgestrahlt  und weiter mit Öl bemalt wird. Ihre Werke zeigen häufig verfremdete Ansichten von botanischen Themen oder Berglandschaften.

## Ausstellungen (Auswahl)
- 2019: Cantonale Berne Jura, Kunsthaus Interlaken
- 2019: „Der Berg im Wandel der Zeit“, nationale Ausstellung der GSBM (Gilde Schweizer Bergmaler)
- 2019: Kunstraum Satellit, Thun
- 2018: Cantonale Berne Jura, Kunstmuseum Thun
- 2018: Art-Contaner Steffisburg & Open Atelier Guggisberg
- 2017: 20. Nationale Ausstellung Trubschachen
- 2015: Cantonale Berne Jura: Kunstmuseum Thun
- 2015: Einzelausstellung im Alten Werkhof in Brig, Kunstverein Wallis
- 2014: Galerie Atelier Worb
- 2013: Art-house Galerie, Thun
- 2013: Cantonale Berne Jura, Kunstmuseum Thun und Kunsthaus Interlaken
- 2013: Art-house Galerie, Thun
- 2012: Cantonale Berne: CentrePasquArt, Biel/Bienne
- 2012: Ausstellung in der Galerie Art-house in Thun
- 2012: Ausstellung im „Stauffacher 9a“ in Bern
- 2012: ‚ArtPosition‘ im Ex-Areal (Cardinal) in Freiburg
- 2011: Sofia, Ausstellung in der CH Botschaft
- 2011: „Salz und Diamanten“, Kunsthaus Interlaken
- 2011: Galerie Beatrice Brunner
- 2010: Jahresausstellung Kunsthaus Interlaken
- 2009: Jahresausstellung Kunsthaus Interlaken
- 2009: Gruppenausstellung in Gabrowo, Bulgarien
- 2009: Kunstraum Gepard 14, Bern-Liebefeld
- 2008: Jahresausstellung Kunstmuseum Thun
- 2007: Jahresausstellung Kunstmuseum Thun
- 2007: Institut für Bildbetrachtung, Berlin
- 2006: Galerie Atelier Worb
- 2006: Jahresausstellung Kunstmuseum Thun
- 2005: Jahresausstellung Kunstmuseum Thun
- 2005: Galerie Beatrice Brunner
- 2005: Enter-Ausstellung Kunstmuseum Thun
- 2005: «making things», Rathaus Thun
- 2004: Jahresausstellung Kunstmuseum Thun
- 2003: Jahresausstellung Kunstmuseum Thun
- 2002: Jahresausstellung Kunstmuseum Thun
- 2001: Halle 18, Bern
- 2001: Jahresausstellung Kunstmuseum Thun
- 1999: Diplomausstellung Galerie Krethlow, Bern

## Auszeichnungen (Auswahl)
- 2017: Kunst am Bau Wettbewerb Privatklinik, Neubau Lärchenhaus, Münchenbuchsee
- 2016: Kunst am Bau Wettbewerb Raiffeisenbank Oey-Diemtigen
- 2014: Kunst am Bau Wettbewerb Lindenhofspital Bern
- 2011: Kunst am Bau Wettbewerb Raiffeisenbank Spiez
- 2007: Stipendium der Stadt Thun, Atelier in Berlin[8]
- 2005: Atelierbesuch der Kantonalen Kunstkommission
- 1998: Ausstellung, Aeschlimann/Corti, Langenthal

## Publikationen
2017: Mirjam Helfenberger